# بولشوي إغناتوفو (موردوفيجا)
بولشوي إغناتوفو (بالروسية: Большое Игнатово) هي مدينة في جمهورية موردوفيا في روسيا.